# Sleep (Unix)
sleep (dormi) è un semplice comando dei sistemi operativi Unix e Unix-like, e più in generale dei sistemi POSIX, che consente di inserire delle pause negli shell script o comunque nelle combinazioni di comandi in riga di comando.

## Sintassi
```
sleep RITARDO[SUFFISSO]
```

RITARDO è semplicemente un numero floating point mentre SUFFISSO può essere
- s per secondi
- m per minuti
- h per ore
- d per giorni

Se il SUFFISSO è omesso il ritardo viene considerato in secondi

## Esempi di utilizzo
Riavvia il sistema tra 3 ore:
```
sleep 3h && /sbin/reboot
```

Utilizzo in un ciclo:
```
while test 1
do
  [...]
  sleep 5s
done
```